# 売約済みの女神さま
『売約済みの女神さま』（ばいやくずみのめがみさま）は、蛇足せんたろうによる日本の漫画作品。『月刊キスカ』（竹書房）にて2018年9月号に読切作品として掲載後、同誌にて2019年1月号より2020年1月号まで連載された。

## あらすじ
女子とは無縁の生活を送っていた高校生・伍堂清陽はある日、同じ高校に通う東郷透子に一目惚れする。恋愛経験のない清陽は地元の神社に行き縁結びをお願いすると、賽銭箱から自称・縁結びの女神さまが出現する。そして清陽は女神さまのオドバイスを受けながら、透子へのアプローチを試みる。

## 登場人物
伍堂清陽
主人公。恋愛経験が全くない男子高生。透子との縁を結んでもらうため、アルバイト代をコココに積んでいる。
コココ
お金に目がない縁結びの神様。清陽と透子が結ばれるように様々な策を講じる。
東郷透子
神社の巫女。清陽とコココが恋仲であると勘違いする思い込みが激しい一面も。

## 書誌情報
- 蛇足せんたろう『売約済みの女神さま』竹書房 〈バンブーコミックス〉、全2巻
  1. 2019年7月8日発売[3][4]、ISBN 978-4-8019-6674-1
  2. 2020年1月27日発売[5]、ISBN 978-4-8019-6848-6